# William Fielding Ogburn
William Fielding Ogburn (ur. 29 czerwca 1886 w Butler (Georgia), zm. 27 kwietnia 1959 w Tallahassee) – amerykański socjolog i statystyk. 
Był jednym ze współtwórców współczesnej socjologii amerykańskiej. Profesor uniwersytetu w Waszyngtonie, uniwersytetu w Chicago oraz Columbia University w Nowym Jorku. W 1929 roku pełnił funkcję przewodniczącego American Sociological Association, zaś w 1931 roku był przewodniczącym American Statistical Association. Autor pracy On Culture and Social Change..
Ogburn był przedstawicielem ewolucjonizmu kulturowego oraz zwolennikiem determinizmu technologicznego. Jego koncepcja opóźnienia kulturowego była wpływowa w Stanach Zjednoczonych. Zakładała ona prymat rozwoju techniki w dziejach ludzkości, do której przystosowują się z czasem wszystkie inne dziedziny życia.